# Ram air turbine

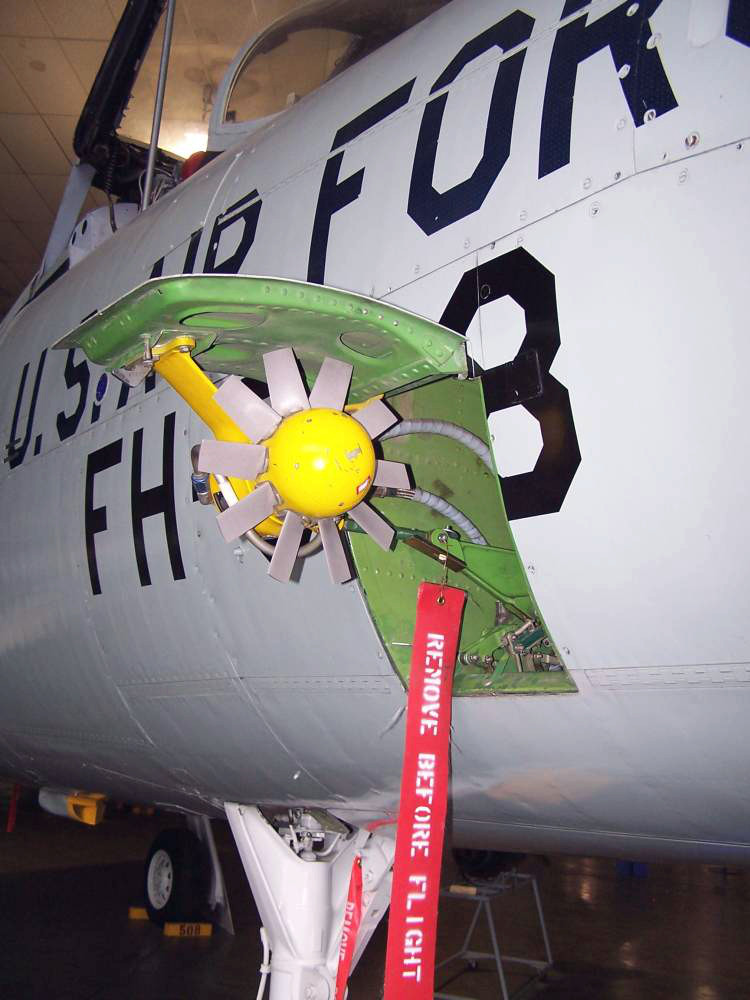
RAT di un bombardiere F-105 Thunderchief

Una Ram Air Turbine (RAT) è una piccola turbina installata sugli aerei che, collegata ad una pompa idraulica o ad un generatore elettrico, viene usata come fonte di energia (similare all'ADG, Air Driven Generator).

## Descrizione e funzionamento
La RAT genera energia grazie al flusso d'aria che la investe dovuto alla velocità del velivolo, minore è la velocità del velivolo, minore è l'energia prodotta. In condizioni normali la RAT è alloggiata nella fusoliera o nelle ali e viene estratta manualmente o automaticamente in seguito alla completa perdita di potenza dei motori.
Negli aeromobili moderni, tutta l'energia utilizzata dagli impianti di bordo viene normalmente generata tramite i motori principali oppure, quando essi sono spenti, con l'utilizzo di una turbina a gas chiamata auxiliary power unit (APU), che spesso è montata nella parte posteriore della fusoliera o nell'alloggiamento del carrello d'atterraggio principale. 
In caso di non disponibilità sia delle fonti di energia primaria (motori) sia di quelle ausiliarie (l'accensione dell'APU, che spesso è indispensabile quando si spengono i motori per tentare di riavviarli, può essere eseguita solo in condizioni e ad altitudini opportune), la RAT viene attivata tramite l'energia delle batterie e permette di alimentare i sistemi vitali di un aereo (comandi di volo, circuiti idraulici e strumentazione di volo principale), dando ai piloti la possibilità di manovrare - pilotando in volo libero l'aereo senza propulsione, come fosse un anomalo aliante - e gestire l'emergenza (per esempio abbassandosi di altitudine in modo controllato per tentare di riavviare i motori o planando direttamente sul luogo raggiungibile più opportuno per un atterraggio di emergenza).
Alcune RAT producono unicamente energia idraulica, che a sua volta viene utilizzata per generare energia elettrica.

In alcuni velivoli del passato (dirigibili inclusi), la RAT era utilizzata in modo continuo per alimentare un piccolo generatore elettrico o la pompa del carburante.

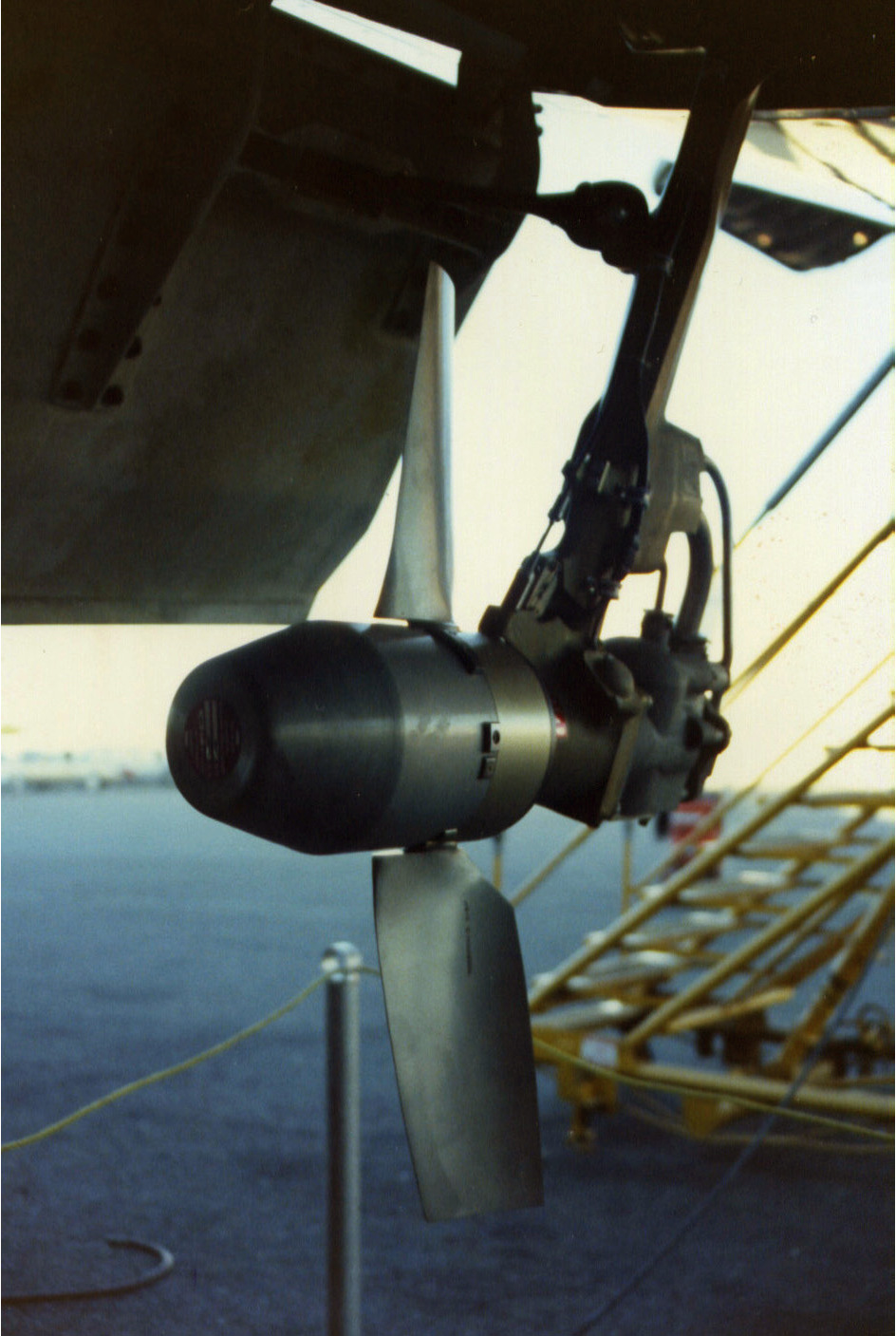
RAT di un Boeing 757

## Utilizzo
A partire dal 1960, con l'adozione della RAT sul Vickers VC10, gli aeromobili di linea cominciarono ad esserne equipaggiati. L'Airbus A380 dispone della più grande elica RAT del mondo, la quale misura 1,63 m di diametro, ma generalmente la misura più comune è di 80 cm. La RAT installata su un aereo commerciale può essere in grado di produrre, a seconda della sua dimensione e del generatore a cui è collegata, da 5 a 70 kW, mentre negli aerei da turismo più piccoli, i quali volano a velocità più basse, può generare almeno 400 watt.
Le RAT sono comunemente installate anche sugli aerei militari, i quali devono essere in grado di sopravvivere alla perdita improvvisa e totale del motore, ma vengono utilizzate anche per alimentare armamenti come il M61A1 Vulcan o sistemi elettronici come l'AN/ALQ-99 TJS; anche alcune bombe nucleari a caduta libera, come la Yellow Sun o la Blue Danube di fabbricazione britannica, utilizzavano RAT, ritenute più affidabili delle batterie, per alimentare i radioaltimetri o i circuiti di esplosione. 
In agricoltura la RAT viene utilizzata su appositi aerei per alimentare le pompe centrifughe che pressurizzano i sistemi spray di diffusione dei pesticidi. La ragione principale per l'utilizzo della RAT è la sicurezza, infatti il suo utilizzo consente di non dover certificare nuovamente il velivolo in quanto le pompe non sono collegate direttamente al motore dell'aereo, inoltre possono essere posizionate nella parte bassa della carlinga o addirittura al suo esterno, semplificando notevolmente l'impianto di diffusione delle sostanze.